# Février 2010
Le mois de février 2010 est un mois parfait.

## Faits marquants

### Chronologie
- 2 février
  - France : ouverture du procès du crash du vol 4590 Air France à Pontoise.
- 4 février
  - États-Unis : un séisme de magnitude 6 est survenu au large des côtes californiennes (ouest des États-Unis) dans une région située à plus de 400 km au nord de San Francisco.
- 7 février
  - États-Unis : les Saints de La Nouvelle-Orléans remportent le Super Bowl par la marque de 31-17 face aux Colts d'Indianapolis.
- 10 février:
  - Uruguay : condamnation pour crimes contre l'humanité de l'ex-dictateur Juan María Bordaberry.
- 15 février
  - Belgique : deux trains de voyageurs sont entrés en collision à Hal, dans la banlieue bruxelloise. 18 morts.
  - France : un groupe de jeunes journalistes diplômés de l'école de journalisme de Sciences Po Paris lance le magazine trimestriel de reportages, d'enquêtes et d'entretiens Megalopolis, consacré au très Grand Paris, avec l'objectif de devenir « le magazine de référence de la région parisienne », selon la proclamation des fondateurs dans l'éditorial du premier numéro.
- 16 février
  - France : le dispositif Alerte-Enlèvement est déclenché pour la 9e fois en France à la suite de l'enlèvement d'Ibrahima Nacir Doucouré, un petit garçon de 18 mois enlevé par son père (retrouvé 5 h environ après le déclenchement de l'alerte).
- 22 février
  - Afghanistan : attentat-suicide tuant le chef tribal Zaman Ghamsharik et une quinzaine de personnes.
- 27 février
  - Chili : un séisme d'une magnitude de 8.8 sur l'échelle de Richter touche le pays à 3 h 34 du matin.
  - La tempête Xynthia s'abat sur l'Europe de l'Ouest dans la nuit de samedi à dimanche en touchant notamment le Portugal, l'Espagne, et surtout la France mais également l'Allemagne et le Benelux.

## Événements
- 2 février :
  - Extinction du système analogique en Alsace et passage au tout numérique.
  - Première diffusion du pilote de la saison 6 de Lost.
- 4 février :
  - Lancement du magazine Le Mensuel, sélection des meilleurs articles du Monde
- 7 février :
  - Élection présidentielle ukrainienne de 2010 (2e tour).
- 11 février :
  - 20e anniversaire de la libération de Nelson Mandela.
- 12 février :
  - Canada : ouverture des XXIes Jeux olympiques d'hiver à Vancouver (jusqu'au 28 février).
- 16 février :
  - Début du carnaval de Dunkerque (jusqu'en avril).
- du 26 février au 1er mars : la tempête Xynthia  a balayé l'Europe de l'ouest.

## Culture

### Cinéma

#### Films sortis en France en février 2010
- 3 février :
  - Planète 51
  - Brothers
  - Sherlock Holmes
- 10 février :
  - I Love You Phillip Morris
  - Percy Jackson : Le Voleur de foudre
  - Wolfman
  - Ninja Assassin
- 17 février :
  - Valentine's Day
  - Hors de contrôle
- 24 février :
  - Shutter Island